# Gustav Stöhr

Stöhr (2. v. l.) und Mitspieler des
1. FC Pforzheim; Süddeutscher Meister 1906

Gustav Stöhr (Lebensdaten unbekannt) war ein deutscher Fußballspieler.

## Karriere
Stöhr gehörte dem 1. FC Pforzheim als Stürmer an, für den er von 1905 bis 1908 in den vom Verband Süddeutscher Fußball-Vereine organisierten Meisterschaften im Gau Mittelbaden, ab der Saison 1908/09 im leistungsdichteren und nicht in Gaue unterteilten Südkreis Punktspiele bestritt. Die Saison 1905/06 war für ihn und seinem Verein die erfolgreichste, folgte nach der Gaumeisterschaft Mittelbaden, auch die Südkreismeisterschaft und die Süddeutsche Meisterschaft, die durch den 5:3-Sieg am 25. April 1906 gegen den Nordkreismeister 1. Hanauer Fußball-Club 1893 errungen wurde.
Damit als Teilnehmer an der Endrunde um die Deutsche Meisterschaft qualifiziert, krönte er bei seinem Debüt am 6. Mai 1906 in Mannheim beim 4:2-Sieg n. V. im Viertelfinale über den Kölner FC 1899 dieses sogleich mit drei Toren; zunächst hielt er seine Mannschaft mit dem Anschlusstor zum 1:2 in der 43. und dem Ausgleichstor in der 46. Minute im Rennen, und beendete dieses mit dem Treffer zum Endstand in der 104. Minute. Danach bestritt er das am 20. Mai 1907 in Braunschweig mit 4:0 gewonnene Halbfinale gegen den BTuFC Union 92 aus Berlin, wobei ihm zwei Tore gelangen. Das am 27. Mai 1906 in Nürnberg ausgetragene Finale gegen den VfB Leipzig wurde dagegen mit 1:2 verloren; auch hier traf er in der 26. Minute zum 1:1-Ausgleich, ehe Heinrich Riso in der 85. Minute das Finale mit seinem Siegtor zugunsten des VfB Leipzig entschied. Seine letzte Saison im Südkreis spielte er 1911/12, die er mit seiner Mannschaft als Fünftplatzierter abschloss.

## Erfolge
- Zweiter der Deutschen Meisterschaft 1906
- Süddeutscher Meister 1906
- Südkreismeister 1906
- Gaumeister Mittelbaden 1906